# آاس‌پ (گروه موسیقی)
آاس‌پ (به صورت یک کلمه آلمانی تلفظ می‌شود) گروهی موسیقی از فرانکفورت است. موسیقی آاس‌پ تحت تأثیر راک آلترنتیو، نوی دویچه هرته و موسیقی الکترونیک ساخته شده و همچنین گرایش‌هایی به سمت سبک گاتیک راک دارد.
نام گروه به نوعی از نام رهبر گروه، الکساندر اشپرنگ گرفته شده‌است.

## آثار

### آلبوم‌ها
- ۲۰۰۰: Hast Du mich vermisst? (Der Schwarze Schmetterling I) ‎
- ۲۰۰۱: Duett (Der Schwarze Schmetterling II)‎
- ۲۰۰۳: Weltunter (Der Schwarze Schmetterling III)‎
- ۲۰۰۵: Aus der Tiefe (Der Schwarze Schmetterling IV)‎
- ۲۰۰۷: Requiembryo (Der Schwarze Schmetterling V)‎
- ۲۰۰۸: Zaubererbruder - Der Krabat Liederzyklus‎